# Выборы губернатора Ленинградской области (2025)
Выборы губернатора состоятся в Ленинградской области в период с 12 по 14 сентября 2025 года в единый день голосования.
Губернатор избирается на 5 лет. На тот же срок избранный губернатор назначает членом Совета Федерации одного из трёх протеже, заявленных при выдвижении.
На 1 января 2025 года в области было зарегистрировано 1 434 622 избирателей, из которых около 25 % (357 748 избирателей) во Всеволожском районе. Выборы признаются состоявшимися при любой явке, так как порог явки не установлен.
10 июня депутаты заксобрания Ленинградской области 7 созыва назначили выборы на единый день голосования 14 сентября 2025 года. На следующий день, 11 июня, решение было официально опубликовано. 12 июня областная избирательная комиссия воспользоваться правом провести многодневное голосование и решила, что голосование будет проводиться три дня подряд: 12, 13 и 14 сентября 2025 года.

## Предшествующие события
С 28 мая 2012 года должность губернатора занимает Александр Дрозденко.
С 2010 года по 31 мая 2012 года в России главы субъектов наделялись полномочиями по представлению президента России, который выбирал кандидата из трёх кандидатур, представленных ему партией, имеющей большинство в региональном парламенте. Дрозденко заявлялся «Единой Россией» в списке кандидатов, был выбран президентом Дмитрием Медведевым и утверждён заксобранием Ленинградской области на пятилетний срок. В сентябре 2012 года назначил в Совет Федерации на должность сенатора от исполнительной власти Ленинградской области главу Тихвинского района Игоря Фомина.
Через три года, в мае 2015 года, Дрозденко досрочно подал в отставку и при этом попросил у президента Владимира Путина разрешения баллотироваться вновь, так без такого разрешения закон это запрещал. Путин дал разрешение и назначил Дрозденко врио губернатора до вступления в должность избранного на выборах. На состоявшихся 13 сентября 2015 года досрочных выборах Дрозденко получил 82,1 % голосов избирателей при явке 44,26 %. 30 сентября 2015 года вступил в должность на следующие 5 лет. В Совет Федерации на должность сенатора от исполнительной власти Ленинградской области он вновь назначил Игоря Фомина.
10 июня 2020 года действующий губернатор Дрозденко попросил президента Владимира Путина «согласовать его кандидатуру» для участия в предстоящих выборах, хотя законом о выборах никакого согласования не предусмотрено. В июне 2020 года был выдвинут от партии «Единая Россия» На состоявшихся 13 сентября 2020 года выборах Дрозденко победил в первом туре, набрав 83,6 % голосов при явке избирателей 51,5 %. Он вступил в должность 17 сентября 2020 года на следующие 5 лет. В Совет Федерации на должность сенатора от исполнительной власти Ленинградской области он назначил Сергея Перминова.
В декабре 2023 года депутаты Законодательного собрания Ленинградской области сняли законодательное ограничение занимать должность губернатора более двух сроков подряд. Таким образом Дрозденко получил возможность избираться в третий раз.

## Организация выборов
Избирательная комиссия Ленинградской области состоит из 14 членов с правом решающего голоса. Действующий состав сформирован в ноябре 2022 года года на 5 лет (2022—2027). Из 14 членов комиссии половину назначил губернатор Александр Дрозденко, половину — депутаты заксобрания. Должность председателя с 16 февраля 2017 года занимает Михаил Лебединский (переизбран 25 ноября 2017 года, 28 ноября 2022 года). В 2015—2016 годах Лебединский занимал должность вице-губернатора Ленинградской области — руководителя аппарата губернатора Александра Дрозденко и возглавляемого им областного правительства.

### Ключевые даты
- в начале июня  Законодательное собрание Ленинградской области назначит выборы на 14 сентября 2025 года — единый день голосования (за 100—90 дней до дня голосования)
- избирательная комиссия публикует календарный план мероприятий по подготовке и проведению выборов; определит число лиц, чьи подписи необходимо собрать кандидатом, а также числа муниципальных образований. Также комиссия может увеличить количество дней голосования.
- в июне — период выдвижения кандидатов (20 дней, отсчёт начинается со следующего дня после назначения выборов)
- агитационный период начинается со дня выдвижения кандидата и прекращается за одни сутки до дня голосования. Сбор подписей муниципальных депутатов для регистрации кандидата начинается после представления в избирательную комиссию заявления кандидата о согласии баллотироваться.
- конец июня - начало июля — представление документов для регистрации кандидатов; к заявлениям должны прилагаться листы с подписями в поддержку кандидата и список из трёх кандидатов на должность члена Совета Федерации
- решение избирательной комиссии о регистрации кандидата — в течение 10 дней со дня подачи документов в избирком
- с 16 августа по 11 сентября — период агитации в СМИ (начинается за 28 дней до дня голосования)
- * 12, 13, 14 сентября — дни голосования

### Муниципальный фильтр
В Ленинградской области кандидаты должны собрать подписи 7 % муниципальных депутатов и избранных глав муниципальных образований. Среди них должно быть 10 % подписей депутатов советов районов, муниципального и городского округов, собранные не менее чем в трёх четвертях районов и округов, то есть в 14 из 18.
12 июня 2025 года избирательная комиссия опубликовала постановление о количестве подписей. Каждый кандидат должен собрать подписи депутатов всех уровней и избранных на выборах глав муниципальных образований в количестве от 144 до 151, среди них должны быть подписи депутатов советов районов, муниципального и городского округов в количестве от 45 до 47 из не менее чем 14 районов и округов. 

## Кандидаты
По закону «О выборах губернатора Ленинградской области» кандидаты выдвигаются только политическими партиями, имеющими право участвовать в выборах. Самовыдвижение не допускается. Избран может быть гражданин Российской Федерации достигший возраста 30 лет. У кандидата не должно быть гражданства иностранного государства либо вида на жительство в какой-либо иной стране.
На выдвижение кандидатов отводится 20 дней со дня публикации решения о назначении выборов. Решение о выдвижении кандидата должно быть принято на съезде партии либо конференции регионального отделения партии. 11 июня было опубликовано решение о назначении выборов. Период выдвижения продолжался с 12 июня по 2 июля 2025 года. За это время кандидатов выдвинули 9 партий.
Подать в избирком листы с подписями муниципальных депутатов и пакет документов по трем кандидатурам для назначения в Совет Федерации требовалось по 30 июля до 18.00. Это сделали 6 из 9 кандидатов: Игорь Новиков от партии «Справедливая Россия — Патриоты — За правду», Андрей Лебедев от ЛДПР, Сергей Лисовский от отделения «Российской экологической партии «Зелёные», Сергей Малинкович от «Коммунистов России», Лариса Мухина от КПРФ, действующий губернатор Александр Дрозденко от партии «Единая Россия».  4 августа Леноблизбиркома отказал в регистрации Ларисе Мухиной (КПРФ), так как она сдала только 44 подписи. Остальные 5 кандидатов преодолели муниципальный фильтр и были зарегистрированы.
В феврале 2025 года партия «Единой России» объявила о проведении 19 по 25 мая внутрипартийного предварительного голосования (праймериз) по отбору кандидатов на выборы. В апреле Дрозденко заявил, что будет участвовать в праймериз.
| Кандидат | Кандидат                        | Возраст              | Деятельность/должность (на момент выдвижения)                                                                    | Субъект выдвижения                | Сдано подписей | Статус                                                  | Кандидаты в Совет Федерации |
| -------- | ------------------------------- | -------------------- | --- | --------------------------------- | -------------- | ------------------------------------------------------- | --------------------------- |
|          | Максим Анатольевич Вишневский   | 59 лет (2.09.1965)   | председатель правления ТСН «Заозерное»                                                                           | «Гражданская инициатива»          | 0              | отказ в регистрации (не представил документы)           | —                           |
|          | Александр Юрьевич Дрозденко     | 60 лет (1.11.1964)   | действующий губернатор Ленинградской области                                                                     | «Единая Россия»                   | 151            | зарегистрирован                                         |                             |
|          | Андрей Ярославович Лебедев      | 63 года (29.06.1962) | депутат Законодательного собрания Ленинградской области                                                          | ЛДПР                              | 151            | зарегистрирован                                         |                             |
|          | Сергей Анатольевич Лисовский    | 59 лет (21.10.1965)  | индивидуальный предприниматель                                                                                   | «Зелёные»                         | 151            | зарегистрирован                                         |                             |
|          | Сергей Александрович Малинкович | 50 лет (27.05.1975)  | председатель Центрального Комитета КП «Коммунисты России», депутат Алтайского краевого Законодательного собрания | «Коммунисты России»               | 151            | зарегистрирован                                         |                             |
|          | Лариса Валентиновна Мухина      | 53 года (7.06.1972)  | депутат Совета депутатов Колтушского городского поселения                                                        | КПРФ                              | 44             | отказ в регистрации (недостаточно подписей в поддержку) | —                           |
|          | Игорь Анатольевич Новиков       | 53 года (23.02.1972) | депутат Магаданской областной думы, заместитель начальника юридического отдела ООО «ВК «Ладога»                  | «Справедливая Россия — За правду» | 151            | зарегистрирован                                         |                             |
|          | Виктор Николаевич Перов         | 48 лет (4.09.1976)   | временно неработающий                                                                                            | «Партия социальной защиты»        | 0              | отказ в регистрации (не представил документы)           | —                           |
|          | Алексей Юрьевич Фёдоров         | 55 лет (8.10.1969)   | депутат Совета депутатов Муринского городского поселения                                                         | «Родина»                          | 0              | отказ в регистрации (не представил документы)           | —                           |